# Trönö
Trönö is een plaats in de gemeente Söderhamn in het landschap Hälsingland en de provincie Gävleborgs län in Zweden. De plaats heeft 158 inwoners (2005) en een oppervlakte van 34 hectare. De plaats ligt aan de rivier de Trönöån.
In Trönö ligt een van de oudste kerkgebouwen van heel Zweden, de Gamla kyrka (oude kerk) stamt uit de 12e eeuw.

## Geboren
- Nathan Söderblom (1866-1931), historicus, aartsbisschop en Nobelprijswinnaar (1930)